# P進数
p 進数（ピーしんすう、英: p-adic number）とは、1897年に始まるクルト・ヘンゼルの一連の研究の中で導入された、数の体系の一つである。文脈によっては、その体系の個々の数を指して p 進数と呼ぶこともある。有理数の体系を実数や複素数の体系に拡張するのとは別の方法で、各素数 p に対して p 進数の体系が構成される。それらは有理数のつくる空間の局所的な姿を記述していると考えられ、数学の中でも特に数論において重要な役割を果たす。数学のみならず、素粒子物理学の理論などで使われることもある（例えば p 進量子力学を参照）。
「p 進数」とは「2進数」や「3進数」の総称に過ぎないので、文字 p がすでに他の場所で用いられている場合、q 進数や l 進数などと表現されることもある。
なお、位取り記数法である「N 進法(表記)」を指して「N 進数」と呼ばれることがあるが、これは「p 進数」とは別のものである。

## 概要
有理数体 Q から実数体 R を構成するには、通常の絶対値の定める距離 d∞(x, y) = | x − y | に関して有理数体を完備化する必要がある。それに対し、p 進付値より定まる距離（p 進距離）dp によって有理数体を完備化したものが p 進数体 Qp である。p 進数と実数は異なる特徴を持つ別々の数体系である一方で、数論においては極めて深い関係を持つ対象であると捉えられる。有理数から実数を構成する過程は、小数展開に循環しない可算無限桁を許すことを意味する。p 進数体 Qp における小数展開の類似物は p 進展開である。p 進数の中で考えた有理数は p の高い冪を因数に含めば含むほど小さいと考えられ、p 進数の p 進展開は、p 進整数（ぴーしんせいすう、p-adic integer）を可算無限桁の整数と捉える見方を与える。これにより、実数の場合と並行して、p 進数は有理数の算術まで込めた拡張であることを見ることができる。
実数体 R と p 進数体 Qp をひとまとまりにしたアデールの概念が扱われることもある。有理数体のアデール AQ は簡単に言えば、実数体 R と全ての素数 p にわたる p 進数体 Qp との位相まで込めた直積である。有理数体 Q はそのアデール AQ のなかに（対角線に）埋め込むことができる。有理数体をアデールに埋め込んで考えることは、有理数体を素数（と無限遠）を点とする空間 Spec Z 上の代数関数体として捉えるという視点を与える。ここでは、Qp は有限素点 p における局所的な振る舞いを、R は無限遠での振る舞いを表すものとして並行に扱われる。このような解析的な取り扱いにおいては、p 進展開はテイラー展開の類似物であると考えられる。
実数体と p 進数体は有理数体の完備化であるが、一般の代数体でも同様の完備化が考えられる。

## 略式の解説
本節における p 進数の導入方法や記法は、数学的に正式なものではない。ただし、本節の解釈は、現実には有限の桁しか扱えない計算機の理論においては有用である。後述の p 進展開も参照。
以下の数の表記は p 進表記によるものとする。328.125 のような有限小数に、小数側に無限桁の数を加えて得られる 328.12587453… のようなものは実数のひとつである。逆に、整数側に無限桁加えたもの、例えば …1246328.125 のようなものが p 進数であると解釈できる。実数の場合とは逆に、小数側が有限桁でなければならない。p 進数の中でも、小数点以下がない …1246328 のようなものは p 進整数と呼ばれるものに対応する。
p 進数同士の足し算、引き算、掛け算は、p 進表記の有理数における通常のアルゴリズムを自然に無限桁に拡張することで得られ、割り算は掛け算の逆演算として定義される。実数の場合とは異なり、p 進数においては、別途負の数を導入せずとも加法の逆元が存在する。たとえば2進数で 1 と …1111 を足すと 0 になるため、1 の加法逆元 −1 は …1111 に等しい。また、p進整数環のZp元は、pで割り切れない（pと互いに素な）場合に限り逆数を持つ。たとえば、実数の世界においては、2進表記で 11 の逆数は 0.010101… であるのに対し、2進数の世界においては 11 の逆数は …010101011 である。
p は素数である必要があり、さもなくば2つの 0 でない p 進数の積が 0 になってしまうことや、逆数が存在しないことがある。p が素数であればそのようなことはなく、実数の加減乗除とよく似た性質を満たす。p 進整数は p 進表記の整数を無限桁に拡張したものであるから、p 進整数の n + 1 桁目以降を「切り捨てる」事で有限桁の整数が得られる。先に n + 1 桁目以降を切り捨ててから足し算、引き算、掛け算を行っても、先に足し算、引き算、掛け算を行ってから n + 1 桁目以降を切り捨てても同じ結果になる。
実数に距離の概念があるように、p 進数にも距離の概念（p 進距離）がある。例えば2つの実数 a, b の差が 0.0…0125… であるとき、連続する 0 の部分が長いほど数直線上の a と b は近い。p 進数の場合、a と b の差が …1250…0 であるとき、連続する 0 の部分が長いほど a と b は近いとみなされる。

## 定義
有理数体 Q の p 進付値が定める距離（p 進距離）dp による完備化を Qp と表し、その元を p 進数と呼ぶ。Qp は Q における四則演算と距離空間の位相とを自然に拡張した演算と、p 進距離により定まる位相構造とを持つ。この四則演算に関して Qp は体をなし、演算はこの距離位相に関して連続である。この両立する演算と位相を持つ位相体 Qp を p 進数体という。
p 進数 x は、その付値 vp(x) が 0 以上であるとき、p 進整数と呼ばれる。p 進整数の全体の成す集合
{\displaystyle \{x\in \mathbf {Q} _{p}\mid v_{p}(x)\geqq 0\}}
を Zp で表す。Zp は環を成し、p 進整数環と呼ばれる。

## p 進展開
Ap = {0, 1, 2, …, p − 1} とする。Qp の任意の元 x に対し、整数 N と Ap における数列 {an}n ≧ N が存在して、
{\displaystyle x=\sum _{n=N}^{\infty }a_{n}p^{n}}
と一意的に展開される（N は x の p 進付値 vp(x) に一致する）。これを x の p 進展開という。逆に、Ap における数列 {an}n ≧ N が与えられたとき、和 {\textstyle \sum _{n=N}^{\infty }a_{n}p^{n}} は p 進距離に関して収束して、p 進数を一意的に定める。この展開は、整数環 Z の pn を法とする剰余環 Z/pnZ を n ≧ 1 の各値で考えたものたち（とそれらの間の自然な射影たち）の成す射影系 {Z/pnZ}n ≧ 1 の射影極限として Zp が得られることを示している。逆に、射影極限として Zp を定義し、その商体として Qp を定義する流儀もある。{Z/pnZ}n ≧ 1 の全ての元の共通部分は {0} なので、この展開は完備化の操作を具体的に記述したものと見ることができる。

## p 進数体の性質
p 進数が p 進展開と一対一に対応することから、p 進数体は連続体濃度を持つ。Q を部分体として含むので、標数は 0 である。どのように順序を入れても順序体にはできない。実数体 R の代数閉包（複素数体 C）が二次拡大で完備であるのに対し、p 進数体 Qp の代数閉包 Qp は無限次拡大でしかも完備ではない。その完備化は代数閉体であって、Cp と表される。これは複素数体 C と体として同型であるが、同型写像の存在は選択公理に依存しており、具体的に同型写像を与えることはできない。
Zp の単数群（可逆元全体の成す乗法群）は Zp× = {x ∈ Qp | vp(x) = 0} となる。Zp は局所環であり、その唯一の極大イデアルは
{\displaystyle {\mathfrak {p}}=\{x\in \mathbf {Z} _{p}\mid v_{p}(x)>0\}}
と表される。これは p で生成される単項イデアル (p) = pZp である。Zp の pZp による剰余体 Zp/pZp （これを通常は p 進数体の剰余体などと呼ぶ）は p 元体 Fp = Z/pZ に同型であり、上で用いた展開の係数の集合 Ap は、しばしばこれと同一視される。
Qp の任意の元 x に対し、x = upn (n = vp(x)) となる u ∈ Zp× が一意的に存在する。したがって、Zp は単項イデアル整域であり、その任意のイデアルは (pk) = pkZp の形である。
p 進数体は離散付値である p 進付値に関して完備で、剰余体が有限であるので局所体のひとつである。p 進距離の定める位相に関して Zp は Qp の開かつ極大コンパクトな部分環である。同様に、Zp の任意のイデアルは開かつコンパクトとなる。さらに、これらのイデアルたちは 0 の基本近傍系を成す。特に、Qp は完全不連結局所コンパクトな位相体になる。
p 進数体が n 分体を含むための必要十分条件は n が p − 1 を割ることである。とくに、p が奇素数のときは、p 進数体は 1 の原始 p 乗根を含まない。

## 視覚化
p 進数は純数学的な数の体系であり、現実世界に対応するものを持たないことから、p 進数の集合を正確に図示することはできない。しかし、ともかくも p 進数全体は集合であることから、部分集合の包含関係をオイラー図で表すことはできる。また、距離や測度も定義されることから、オイラー図を描くときに距離や測度の特徴を捉えて描くことも部分的には可能である。以下にこうした図の例を限界とともに述べる。
p 進数の部分集合について状況に応じた適切なイメージを頭の中に思い描くことは p 進解析や p 進幾何の理解を容易にしてくれる。

### フィルトレーション

分数イデアルによる Q_{p} のフィルトレーション

整数 n に対して p 進数体の分数イデアル pnZp ⊂ Qp を考える。これは次のフィルトレーション
{\displaystyle \dotsb \subset p^{2}\mathbf {Z} _{p}\subset p\mathbf {Z} _{p}\subset \mathbf {Z} _{p}\subset p^{-1}\mathbf {Z} _{p}\subset \dotsb }
を定める。全ての和集合を取ると Qp となり、全ての共通部分を取ると {0} になる。これをオイラー図で表したものが右図である。
- pnZp は0との p 進距離が p−n 以下の元の集まりである。図はあくまでもオイラー図であるが、pnZp を円で表すことによりこのことを表現している。
- 差集合 pnZp ∖ pn+1Zp を考える。図はオイラー図なので、図の円環部分がこの集合に対応する。しかし、この集合は0との p 進距離が p−n に等しいものの集まりなので、このことは図で正確に表現できていない。
- pnZp はコンパクトな集合である。このことは表せている。
- 任意のコンパクトな部分集合 K に対して、K ⊂ Qp = ∪n pnZp は開被覆になっていることから、ある n が存在して K ⊂ pnZp が成り立つ。このこともこの図で表せている。
- 数列 1, 2, 3, ... を考える。この数列は実数では無限に発散していく。一方、p 進数の場合は Zp というコンパクトな集合から抜け出せない。

### 細分
剰余類環
Zp / pZp
は有限体であり、各剰余類の代表元としては
n = 0, 1, ..., p − 1
が取れる。したがって Zp は
n+pZp
の非交和
{\displaystyle \mathbf {Z} _{p}=\bigsqcup _{n=0}^{p-1}\left(n+p\mathbf {Z} _{p}\right)}
でかける。右図はこれを図で表したものである。

p 進整数環 Z_{p} を剰余類で分割した様子

- n+pZp は +n するという写像による pZp の像である。したがって、加法についてのハール測度の定義により、これらの測度は全て等しい。この図では、n+pZp に対応する四角形を全て同じ面積で描くことにより、このことを表現している。
- Zp 上のハール測度 μ で μ(Zp) = 1 となるものをとる。以下、ハール測度と言ったらこれのこととする。μ(n+pZp) は全て等しいので、この非交和の両辺のハール測度を取ることにより μ(n+pZp) = 1/p がわかる[2]。
- +n するという写像は実数の場合には平行移動という写像なので形を変えない。p 進数の場合にもこの写像は p 進距離を保つ。この図では、n+pZp に対応する四角形を全て同じ形で描くことでこのことを表現している。
- n+pZp は n との p 進距離が 1/p 以下であるものの集まりである。このことは図で表せていない。
- n+pZp 上で複素数値 an を取る、Zp 上の局所定数関数を考える。ハール測度 μ でのこの関数の積分値は an の総和を p で割ったものになる。こういった局所定数関数の積分は ζ 関数をイデール上の積分で表す岩澤テイトの方法や保型表現論でよく現れる。例えば、pZp 上で自明になる加法指標などがこういった局所定数関数の例である。
- mod p2 での剰余類を考えることによりさらに細かく分割できる。例えば、pZp を pn + p2Zp の非交和で表すことができる。この細分も同様の図で表せる。
- この図は2次元的に描いたものであるが、1次元的に描くこともできる。

## 局所大域原理
p 進数が数論において重要な役割を果たす文脈の一つとして、ハッセ の局所大域原理がある。

## 歴史
- 1897年 ヘンゼルが論文 Hensel (1897) を発表する。この年に p 進数が創始されたとする文献もある[3]。しかしこの論文で扱われているのは代数的数の p 進展開だけで、代数的数ではない p 進数は現れていない[4]。論文の冒頭でヘンゼルは、一変数代数関数の理論と代数的整数論の類似から、代数的数を代数関数のようにべき級数展開すればそれが理想因子への分解の代わりとして使えるのではないか、という考えを述べている。
- 1900年 ダフィット・ヒルベルトが国際数学者会議で23の問題を提起する[5]。第12問題を述べる中でヒルベルトは、ヘンゼルは一変数代数関数論におけるべき級数展開の代数的整数論での類似を提唱し研究した、とヘンゼルの研究に言及している[6]。
- 1902年 ヘンゼルは Hensel (1897) で述べた着想を詳細化し論文として公表する[7][4]。ここでも p 進展開が考えられているだけであり、代数的数ではないような p 進数はまだ考えられていない[8]。
- 1904年 ヘンゼルは論文 Hensel (1904) を発表する。この論文ではじめて代数的数とは限らない p 進数が考えられている[8]。1904年を p 進数が導入された年としている文献もある[9]。かつてレオポルト・クロネッカーは「神が整数を作り給うた。他はすべて人間業である」と言った[10]。p 進数という新しい数を作った（もしくは発見した）ヘンゼルはクロネッカーの学生であった[11]。論文の冒頭には、「算術において正の整数は、そしてこれらだけが天から与えられたものである; 零、負の整数、分数、無理数、虚数は、すべての計算がうまくいくようにするためには、受け入れねばならない記号なのである」と書かれている[12]。
- 1908年 ヘンゼルが著作『代数的数の理論』[注釈 3]を出版する[13]。この著作の目次に p 進数（独: p-adischen Zahlen）の文字が見える[注釈 4]。
- 1910年 エルンスト・シュタイニッツが論文「体の代数的理論」[注釈 5] を発表する[14]。この論文で、体の標数や単拡大、有限次拡大、超越拡大といった現代の体論でも使われている概念が導入された[15]。シュタイニッツがこの論文を書いた主な動機は p 進数にあった[16]。
- 1912年 ヨージェフ・キュールシャーク（英語版）が国際数学者会議で付値（独: Bewertung）の定義を述べた[17]。付値の理論はここから始まった[18]。「素数で割り切れる回数」の考え方は数学でずっと古くから使われてきたが、付値を公理的に定義し体系的な研究をおこなったのはこれがはじめてであった。この発表当時、キュールシャークは48歳であった[19]。
- 1913年 キュールシャークは国際数学者会議で発表した内容を論文として公表する[20]。この論文では付値が定義された体を完備な代数閉体に埋め込めることが証明されている[21]。キュールシャークはヘンゼルの1908年の著作に触発されたと言っており、この論文のねらいはヘンゼルの p 進数をゲオルク・カントールが実数・複素数に対して行ったのと同様の方法で厳密に基礎づけることにあった。当時は数といえば複素数のことだったので、p 進数は本当に存在するのかどうか不安を持たれていた。この論文はこの不安を解消するために書かれたものだった。

## 関連文献
- 加藤文元、中井保行『天に向かって続く数』日本評論社、2016年9月。ISBN 978-4-535-79806-9。 - p進数の入門書。
- Jay R. Goldman「第23章 p進数と付値」『数学の女王　歴史から見た数論入門』鈴木将史 訳、共立出版、2013年2月25日、533-562頁。ISBN 978-4-320-11032-8。
- 高木貞治「第10章 素数進法（𝖕 進法）」『代数的整数論』（第2版）岩波書店、1971年4月28日、126-138頁。ISBN 978-4-00-005630-4。
- ユルゲン・ノイキルヒ「第II章 付値」『代数的整数論』足立恒雄 監修、梅垣敦紀 訳、丸善出版、2003年12月8日、101-185頁。ISBN 978-4-621-06287-6。
- 雪江明彦「第9章 p 進数」『整数論1　初等整数論から p 進数へ』日本評論社、2013年8月10日、303-332頁。ISBN 978-4-535-78736-0。
- Bachman, George (1964). Introduction to p-adic Numbers and Valuation Theory. Academic Press. ISBN 0-12-070268-1 (online copy - Google ブックス)
- Cassels, J.W.S. (1986). Local Fields. London Mathematical Society Student Texts. 3. Cambridge University Press. ISBN 0-521-31525-5. Zbl 0595.12006 (online copy - Google ブックス)
- Gouvêa, Fernando Q. (2000). p-adic Numbers : An Introduction (2nd ed.). Springer. ISBN 3-540-62911-4 (online copy - Google ブックス)
- Koblitz, Neal (1980). p-adic analysis: a short course on recent work. London Mathematical Society Lecture Note Series. 46. Cambridge University Press. ISBN 0-521-28060-5. Zbl 0439.12011  (online copy - Google ブックス)
- Koblitz, Neal (1996). P-adic Numbers, p-adic Analysis, and Zeta-Functions (2nd ed.). Springer. ISBN 0-387-96017-1 (online copy - Google ブックス)
- Robert, Alain M. (2000). A Course in p-adic Analysis. Springer. ISBN 0-387-98669-3 (online copy - Google ブックス)
- Steen, Lynn Arthur (1978). Counterexamples in Topology. Dover. ISBN 0-486-68735-X (online copy - Google ブックス)

### 歴史関連
- Narkiewicz, Władysław (2018). The Story of Algebraic Numbers in the First Half of the 20th Century: From Hilbert to Tate. Springer. ISBN 978-3-030-03754-3

- Gouvêa, Fernando Q., Hensel's p-adic Numbers: early history

- Roquette, Peter (2003), History of Valuation Theory

- 足立恒雄「p進解析の系譜」『19世紀数学史, 第1回数学史シンポジウム報告集』（PDF）津田塾大学数学・計算機科学研究所〈津田塾大学数学・計算機科学研究所報〉、1991年、32-42頁。

### 原論文
- Hensel, Kurt (1897). “Über eine neue Begründung der Theorie der algebraischen Zahlen”. Jahresbericht der Deutschen Mathematiker-Vereinigung 6 (3):  83–88.

- Hensel, Kurt (1902). “Ueber die Entwickelung der algebraischen Zahlen in Potenzreihen.”. Mathematische Annalen 55:  301–336.

- Hensel, Kurt (1904). “Neue Grundlagen der Arithmetik.”. Journal für die reine und angewandte Mathematik 127:  51–84.

- Hensel, Kurt (1908). Theorie der algebraischen Zahlen

- Hilbert, David (1902). “Mathematical problems”. Bulletin of the American Mathematical Society 8 (10):  437–479.

- Steinitz, Ernst (1910). “Algebraische Theorie der Körper.”. Journal für die reine und angewandte Mathematik 137:  167–309.

- Kürschák, Josef (1912), “Über Limesbildung und allgemeine Körpertheorie”, Proceedings of the Fifth International Congress of Mathematicians (Cambridge, 22-28 August 1912), International Congress of Mathematicians, pp. 285–289

- Kürschák, Josef (1913). “Über Limesbildung und allgemeine Körpertheorie.”. Journal für die reine und angewandte Mathematik 142:  211–253.